# بوب ميلر (لاعب كرة قاعدة)
بوب ميلر (بالإنجليزية: Bob Miller)‏ هو لاعب كرة قاعدة أمريكي، ولد في 15 يوليو 1935 في بروين في الولايات المتحدة.

## وصلات خارجية
- بوب ميلر على موقع دوري كرة القاعدة الرئيسي (الإنجليزية)
- بوب ميلر على موقعبيزبول رفرنس.كوم (الدوري الرئيسي) (الإنجليزية)
- بوب ميلر على موقعبيزبول رفرنس.كوم (الدوري الثانوي) (الإنجليزية)